# Below the Belt
Below the Belt – pierwsze wydawnictwo DVD amerykańskiego zespołu muzycznego Hellyeah. Wydawnictwo ukazało się 13 listopada 2007 roku nakładem wytwórni muzycznej Epic Records.

## Lista utworów
1. Making The Album
2. The Release Party
3. Baltimore-May 20,2007
4. The Crew
5. World Tour
6. Meet The Press
7. Making The Video
8. U.S. Summer Tour
9. Thank You

## Twórcy albumu
- Chad Gray – wokal
- Greg Tribbett – gitara
- Tom Maxwell – gitara rytmiczna
- Jerry Montano – gitara basowa
- Vinnie Paul – perkusja